# أديندرو
أديندرون (Άδενδρον) هي مدينة في ثيسالونيكي في مقاطعة فوريا إلادا في اليونان.
يبلغ عدد سكانها حوالي 2368 نسمة.